# كارولي باكوس
كارولي باكوس (بالمجرية: Bakos Károly)‏ هو رباع مجري، ولد في 2 مارس 1943 في بودابست في المجر.

## وصلات خارجية
- كارولي باكوس على موقع أوليمبيديا (الإنجليزية)